# Izgrev (Sofia)
Pour l’article homonyme, voir Izgrev.
Izgrèv est un arrondissement de la ville de Sofia, capitale de la Bulgarie.

## Géographie et organisation
L'arrondissement d'Izgrèv constitue l'un des 24 arrondissement de la municipalité de Sofia,. Il est situé dans la partie sud-est de la ville et comprend les quartiers de :
- Borissova gradina
- Dianabad
- Izgrèv
- Iztok
- Gara Pioner
- Lovèn park